# بمب‌گذاری ۲۰۱۲ دیرالزور
بمب‌گذاری ۲۰۱۲ دیرالزور، انفجار یک خودروی بمب‌گذاری شده در شهر دیرالزور سوریه بود که در ۱۹ مه ۲۰۱۲ و در طی جنگ داخلی سوریه رخ داد که منجر به کشته شدن ۹ نفر شد. این انفجار در یک پارکینگ که متعلق به مجتمع اطلاعاتی ارتش بود رخ داد.